# Tình sử Angélique
Tình sử Angélique (tiếng Pháp: Angélique) là loạt phim gồm 5 phần do Pháp, Ý, Đức phối hợp sản xuất từ 1964 đến 1968.
Truyện phim dựa theo tiểu thuyết cùng tên của Sergeanne Golon, do Bernard Borderie đạo diễn, và sự tham gia của các diễn viên Michèle Mercier, Robert Hossein... Tại Việt Nam, bộ phim đã trình chiếu lần lượt tại Sài Gòn trong thập niên 1960 và trên sóng VTV cuối thập niên 1980.

## Nội dung
- Angélique - Nữ hầu tước của các thiên thần (1964)
- Angélique phi thường (1965)
- Angélique và đức vua (1966)
- Angélique nổi loạn (1967)
- Angélique và Hồi vương (1968)

## Diễn viên
Angélique, Marquise des Anges
- Michèle Mercier: Angélique Sancé de Monteloup
- Robert Hossein: Joffrey de Peyrac
- Jean Rochefort: François Desgrez, solicitor
- Giuliano Gemma: Nicolas Merlot, the childhood friend of Angélique aka Calembredaine
- Jacques Toja: King Louis XIV
- Claude Giraud: Philippe de Plessis-Bellières
- Jacques Castelot: Archbishop of Toulouse
- Charles Regnier: Conan Bécher
- Bernard Woringer: Bernard d'Andijos
- Robert Porte: Monsieur brother of the king
- Madeleine Lebeau: la Grande Demoiselle
- Philippe Lemaire: De Vardes
- François Maistre: Prince de Condé
- Geneviève Fontanel: Carmencita, a former mistress of Joffrey
- Jean Topart: Mr Bourié, the prosecutor
- Etchika Choureau: Hortense de Sancé, a sister of Angélique
- Jacques Mignot: Frère Raymond de Monteloup, a brother of Angélique
- Yves Barsacq: Le procureur Fallot
- Bernard Lajarrige: Baron Sancé de Monteloup, father of Angélique
- Jean Ozenne: Marquis de Plessis-Bellières
- Alexandre Rignault: Guillaume Lützen
- Renate Ewert: Margot

Merveilleuse Angélique
- Michèle Mercier: Angélique Sancé de Monteloup
- Giuliano Gemma: Nicolas Merlot aka Calembredaine
- Jean Rochefort: François Desgrez
- Jean-Louis Trintignant: Claude le Petit, Le poète croté
- Noël Roquevert: Bourjus
- Claude Giraud: Philippe de Plessis-Bellières
- Jacques Toja: King Louis XIV
- Charles Regnier: Conan Bécher
- Robert Porte: Monsieur brother of the king
- Philippe Lemaire: De Vardes
- François Maistre: Prince de Condé
- Claire Maurier: Ninon de Lenclos
- Roberto: Barcarole
- Denise Provence: Barbe
- Ernst Schröder: capitaine du Châtelet

Angélique et le Roy
- Michèle Mercier...  Angélique de Plessis-Bellière
- Robert Hossein...  Jeoffrey de Peyrac
- Jean Rochefort...  Desgrez
- Jacques Toja...  Louis XIV
- Sami Frey...  Bachtiary Bey
- Estella Blain...  De Montespan
- Fred Williams...  Ràkóczi
- Pasquale Martino...  Savary
- Jean Parédès...  Saint-Amon
- René Lefèvre...  Colbert (as René Lefebvre)
- Michel Galabru...  Bontemps
- Philippe Lemaire...  de Vardes
- Ann Smyrner...  Thérèse

Indomptable Angélique
- Michèle Mercier: Angélique
- Robert Hossein: Joffrey de Peyrac "Le Rescator"
- Roger Pigaut: Pierre-Marie D'Escrainville
- Bruno Dietrich: Coriano
- Christian Rode: Vivonne(voix: Marc Cassot)
- Pasquale Martino: Savary
- Ettore Manni: Jason
- Arturo Dominici: Mezzo Morte (voix: Jean Topart)
- Sieghardt Rupp: Millerand.
- Gaby Mesee/Mess: fille sur le bateau d'Escrainville
- Paul Muller: chevalier de Malte
- Gianni Solaro: chevalier de Malte
- Mino Doro: haut-commissaire des ventes

Angélique et le sultan
- Michèle Mercier: Angélique
- Robert Hossein: Joffrey de Peyrac "Le Rescator"
- Jean-Claude Pascal: Osman Ferradji
- Helmuth Schneider: Colin Paturel
- Aly Ben Ayed: Sultan Moulay-El-Raschid
- Roger Pigaut: Pierre-Marie D'Escrainville
- Jacques Santi: comte de Vateville
- Bruno Dietrich: Coriano
- Henri Cogan: Simon Bolbec
- Erno Crisa: ambassadeur turc
- Arturo Dominici: Mezzo Morte (non crédité)
- Wilma Lindamar: Leïla Aïcha
- Gaby Mess/Mesee: favorite du Sultan
- Ettore Manni: Jason